# Federico di Boemia
Federico, in ceco Bedřich, (1142 circa – 25 marzo 1189) fu duca di Boemia dal 1172 al 1173 e nuovamente dal 1178 fino alla sua morte.

## Biografia
Federico era il figlio maggiore del re Vladislao II di Boemia († 1174), appartenente alla stirpe dei Přemyslidi, frutto del suo primo matrimonio con Gertrude di Babenberg, figlia del margravio Leopoldo III d'Austria della stirpe Babenberg. Suo padre aveva regnato come duca boemo dal 1140; nel 1158 ottenne il titolo reale dall'imperatore Federico Barbarossa della stirpe Hohenstaufen, padrino e omonimo di Federico. La sua elevazione esprimeva la gratitudine dell'imperatore per la lealtà e il servizio fedele di Vladislao; divenne così il secondo re Přemyslide dopo suo nonno Vratislao II († 1092). Suo figlio Federico governò come duca di Olomouc in Moravia dal 1164 in poi.

### L'ascesa al trono e l'esilio
I rapporti di re Vladislao con l'imperatore si deteriorarono quando nel 1172 abdicò a favore di Federico, cercando di attuare una linea di successione secondo il principio dell'anzianità agnatizia, ma senza consultare il Barbarossa. Mentre il trono di Praga fu rivendicato dai cugini di Vladislao, figli del defunto duca Sobeslao I, Federico non fu in grado di mantenere il suo ducato, poiché la sua ascesa non era approvata né dalla dieta boema né dall'imperatore. Padre e figlio furono infine dichiarati deposti nel settembre 1173 dall'imperatore durante una dieta imperiale a Hermsdorf (Erbendorf). D'accordo con la nobiltà boema, il Barbarossa offrì il trono al cugino di Vladislao, Ulrico/Oldřich. Tuttavia, questo rifiutò l'offerta e rinunciò al dominio sulla Boemia in favore del fratello maggiore Sobeslao II, che era in sintonia con i contadini.
Mentre l'anziano Vladislao II lasciò la Boemia e si ritirò nei suoi possedimenti turingi della sua seconda moglie Giuditta, Federico dovette prestare servizio alla corte imperiale. Tuttavia, Sobeslao II si rivelò nemico sia dei nobili boemi che dell'imperatore. Era riluttante a sostenere il Barbarossa nella sua campagna in Italia contro la Lega lombarda, contro cui le forze imperiali subirono una grave sconfitta nella battaglia di Legnano del 1176. Inoltre, il duca Sobeslao intraprese una campagna militare nelle terre dei Babenberg; in tale occasione, il duca Enrico II Jasomirgott, zio di Barbarossa, rimase ucciso in un incidente. Sobelsao saccheggiò il margraviato d'Austria due volte, non risparmiando chiese e monasteri. Federico ricevette quindi la richiesta da parte del papa Alessandro III, durante i negoziati a Venezia nel 1177, di deporre Sobeslao II, e di nominare Federico al suo posto. Inoltre, si presume che l'imperatore poté così cercare di impedire l'ulteriore consolidamento del dominio boemo in Moravia, che era stato spinto da Sobeslao.
Mentre Sobeslao ignorava una convocazione alla corte imperiale, Federico riuscì a stringere un'alleanza con il principe della Moravia Corrado III Ottone di Znojmo e il duca della stirpe Babenberg Leopoldo V d'Austria. Sostenuti dall'imperatore Barbarossa, assieme ad alcuni ,mercenari tedeschi, marciarono contro Praga e la catturarono nel 1178; ivi, Federico fu elevato a duca dalla nobilità. Prima attaccato e sconfitto dalle forze di Sobeslao nella battaglia di Loděnice, alla fine prevalse, grazie alla cavalleria di Corrado, in una vittoria decisiva fuori dalle mura della città di Praga, nell'area dell'attuale Città Nuova, il 27 gennaio 1179. Sobeslao fu rimosso e morì in esilio l'anno successivo.

### il secondo regno
L'imperatore ora riconobbe Federico come principe imperiale. Il duca confermò il disegno del confine boemo-austriaco e mantenne la pace anche con i suoi vicini del regno di Polonia, del margraviato di Meißen e del regno d'Ungheria. Nel 1184 venne a Magonza per unirsi alla dieta di Pentecoste con un enorme seguito per assistere all'addobbamento cavalleresco dei figli dell'imperatore, Enrico e Federico. Tuttavia, il suo regno rimase macchiato dalle lotte interne della dinastia Přemyslide: quando cercò di affermare il dominio del suo fratellastro minore Ottocaro sulla Moravia, il suo ex alleato, il principe Corrado III Ottone di Znojmo, gli si rivoltò contro e lo scacciò temporaneamente da Praga. Sebbene reintegrato dal Barbarossa nel 1182, Federico dovette affrontare l'elevazione della Moravia a margraviato imperiale sotto il governo di Corrado. L'imperatore elevò anche il vescovo di Praga, il cugino přemyslide di Federico Enrico Bretislao, allo stato principesco, dividendo così le terre boeme in tre parti tutte dipendenti da lui.
Dopo anni di dispute, il duca Federico, indebolito dalle lotte interne, era divenuto in pratica un burattino dell'imperatore. Quando il margravio Corrado fu sconfitto dalle forze del fratellastro di Federico, Ottocaro, in una sanguinosa battaglia a Loděnice, i Přemyslidi boemi e moravi si incontrarono finalmente a Knín nel 1186. Per risolvere la controversia, Corrado riconobbe la signoria di Federico, mentre il duca confermò i diritti di Corrado e la sua successione al trono di Boemia. Federico morì nel 1189, mentre si preparava a seguire l'imperatore nella terza crociata. Venne sepolto nella basilica di San Vito. Secondo l'accordo di Knín, gli successe Corrado (come Corrado II) che ancora una volta unì la Boemia e la Moravia sotto il suo governo.

## Matrimonio e figli
Egli sposò Elisabetta, una figlia del re Géza II d'Ungheria della stirpe degli Árpádi e della sua consorte Eufrosina di Kiev. Essi ebbero i seguenti figli:
- Elena (Helena) (nata nel 1158), che sposò nel 1164 all'età di sei anni Pietro, figlio dell'imperatore bizantino Manuele I Comneno;
- Sofia († 25 maggio 1185), che sposò il margravio di Meißen Alberto I;
- Ludmilla († 14 agosto 1240), che sposò in prime nozze con il conte Alberto III di Bogen nel 1184; si risposò poi con il duca di Baviera Ludovico I nel 1204;
- Vratislao († 1180);
- Olga (floruit 1163);
- Margaret († 28 agosto 1167).

## Ascendenza
|                           |                          |                         | Genitori              |  |  | Nonni |  |  | Bisnonni               |  |  | Trisnonni             |  |
|                           |                          |                         |                       |  |  |       |  |  | Vratislao II di Boemia |  |  | Bretislao I di Boemia |  |
|                           |                          |                         |                       |  |  |       |  |  | Vratislao II di Boemia |  |  | Bretislao I di Boemia |  |
|                           |                          | Giuditta di Schweinfurt |                       |  |  |       |  |  | Vratislao II di Boemia |  |  |                       |  |
| Vladislao I di Boemia     |                          |                         |                       |  |  |       |  |  | Vratislao II di Boemia |  |  |                       |  |
|                           |                          | Swietoslawa di Polonia  | Casimiro I di Polonia |  |  |       |  |  |                        |  |  |                       |  |
|                           |                          | Swietoslawa di Polonia  | Casimiro I di Polonia |  |  |       |  |  |                        |  |  |                       |  |
|                           |                          | Swietoslawa di Polonia  | Maria Dobronega       |  |  |       |  |  |                        |  |  |                       |  |
| Vladislao II di Boemia    |                          | Swietoslawa di Polonia  |                       |  |  |       |  |  |                        |  |  |                       |  |
|                           |                          | Enrico I di Berg        | …                     |  |  |       |  |  |                        |  |  |                       |  |
|                           |                          | Enrico I di Berg        | …                     |  |  |       |  |  |                        |  |  |                       |  |
|                           |                          | Enrico I di Berg        | …                     |  |  |       |  |  |                        |  |  |                       |  |
| Richeza di Berg           |                          | Enrico I di Berg        |                       |  |  |       |  |  |                        |  |  |                       |  |
|                           |                          | …                       | …                     |  |  |       |  |  |                        |  |  |                       |  |
|                           |                          | …                       | …                     |  |  |       |  |  |                        |  |  |                       |  |
|                           |                          | …                       | …                     |  |  |       |  |  |                        |  |  |                       |  |
| Federico di Boemia        |                          | …                       |                       |  |  |       |  |  |                        |  |  |                       |  |
|                           | Leopoldo II di Babenberg | Ernesto di Babenberg    |                       |  |  |       |  |  |                        |  |  |                       |  |
|                           | Leopoldo II di Babenberg | Ernesto di Babenberg    |                       |  |  |       |  |  |                        |  |  |                       |  |
|                           | Leopoldo II di Babenberg | Adelaide di Eilenburg   |                       |  |  |       |  |  |                        |  |  |                       |  |
| Leopoldo III di Babenberg | Leopoldo II di Babenberg |                         |                       |  |  |       |  |  |                        |  |  |                       |  |
|                           |                          | Ida di Cham             | Rapoto IV di Cham     |  |  |       |  |  |                        |  |  |                       |  |
|                           |                          | Ida di Cham             | Rapoto IV di Cham     |  |  |       |  |  |                        |  |  |                       |  |
|                           |                          | Ida di Cham             | Matilde               |  |  |       |  |  |                        |  |  |                       |  |
| Gertrude di Babenberg     |                          | Ida di Cham             |                       |  |  |       |  |  |                        |  |  |                       |  |
|                           |                          | Enrico IV di Franconia  | Enrico III il Nero    |  |  |       |  |  |                        |  |  |                       |  |
|                           |                          | Enrico IV di Franconia  | Enrico III il Nero    |  |  |       |  |  |                        |  |  |                       |  |
|                           |                          | Enrico IV di Franconia  | Agnese di Poitou      |  |  |       |  |  |                        |  |  |                       |  |
| Agnese di Waiblingen      |                          | Enrico IV di Franconia  |                       |  |  |       |  |  |                        |  |  |                       |  |
|                           |                          | Berta di Savoia         | Oddone di Savoia      |  |  |       |  |  |                        |  |  |                       |  |
|                           |                          | Berta di Savoia         | Oddone di Savoia      |  |  |       |  |  |                        |  |  |                       |  |
|                           |                          | Berta di Savoia         | Adelaide di Susa      |  |  |       |  |  |                        |  |  |                       |  |
|                           |                          | Berta di Savoia         |                       |  |  |       |  |  |                        |  |  |                       |  |